# José Saldaña Tovar
José Saldaña Tova (Tantará, 18 de septiembre de 1947) es un economista y político peruano. Fue congresista de la república por Huancavelica en el periodo 2006-2011.

## Biografía
Nació en el distrito de Tantará, ubicado en el departamento de Huancavelica, el 18 de septiembre de 1947.
Realizó sus estudios en su natal tierra y los secundarios en el I.E. Hipólito Unánue. Estudió la carrera de Economía en la Universidad Nacional Mayor de San Marcos donde logró graduarse como economista y también estudió en la Universidad de La Rioja ubicado en España. Es también mágister en Banca y Finanzas así como un estudio posgrado en Ciencias Contables.
Ejerció la docencia en la Universidad de Lima, San Martín de Porres y en la San Marcos.

## Carrera política
Se inició en la política como candidato a la alcaldía de distrito de Tantará por el Movimiento Desarrollo Vecinal en las elecciones de 1998, sin embargo, no resultó elegido.
Se afilió al partido Perú Posible y ejerció como secretario provincial desde 2003 hasta el 2005. Postuló como consejero regional sin tener éxito.

### Congresista de la República
Para las elecciones generales del año 2006, se afilió al partido Unión por el Perú y postuló al Congreso de la República representando a Huancavelica. Saldaña resultó elegido con 9,978 votos para el periodo parlamentario 2006-2011.
En el parlamento ejerció como presidente de la Subcomisión de Acusaciones Constitucionales y presidente de la Comisión de Trabajo.
Fue denunciado en 2008 por haber despedido a una empleada de su despacho, de haber recortado su sueldo y por haber contratado a un auxiliar de apoyo menor de edad, al final la denuncia fue declarada infundada por el parlamento. Renunció a la bancada de UPP y luego se integró en la bancada Alianza Nacional conformada por congresistas de Solidaridad Nacional e independientes.
Al culminar su gestión, intentó ser reelegido en las elecciones del 2011 por la Alianza Solidaridad Nacional, sin embargo, no resultó reelegido. De igual manera en las elecciones regionales del 2018 en su candidatura a Vicegobernador por el Frente Amplio.